# جذب العملاء المحتملين
جذب العملاء المحتملين هو مصطلح في التسويق يستخدم عادةً في التسويق الإلكتروني لوصف كيفية جذب اهتمام المستهلك أو انتباهه إلى المنتجات أو الخدمات الخاصة بأية شركة. ويمكن جذب العملاء المحتملين لتحقيق مجموعة من الأغراض، ومنها على سبيل المثال: إنشاء قوائم مبيعات أو سرد قائمة الرسائل الإخبارية الإلكترونية أو اكتساب عملاء. هناك العديد من الطرق التكتيكية لجذب العملاء المحتملين. بوجه عام، تندرج هذه الطرق تحت الدعاية والإعلان، لكنها يمكن أن تشتمل أيضًا على مصادر غير مدفوعة مثل نتائج محركات البحث الأساسية أو توصية العملاء الحاليين. تسعى الشركات إلى جذب عملاء محتملين 'من نوعية عالية'. وعادةً ما تتحدد النوعية تبعًا لدرجة ميل العميل المحتمل إلى أخذ الخطوة التالية نحو الشراء.

## القطاعات الخدمية
يشير مصطلح جذب العملاء المحتملين إلى عملية اكتشاف عملاء المبيعات المتوقعين الذين يمكن أن يتحولوا إلى عملاء فعليين للشركة. ويمكن الوصول إلى العملاء المحتملين من مصادر أو أنشطة متنوعة، منها على سبيل المثال ما هو رقمي عبر الإنترنت من خلال المكالمات أو عبر الإعلانات وقوائم الشراء. كذلك، يمكن للشركات أن تعتمد على توصية العملاء الحاليين والتسويق عبر الهاتف والإعلانات لجذب العملاء المحتملين.
يستخدم البعض عناوين محلية وهمية لخداع خوارزمية البحث، كما هو الحال في النشر الحر لمعلومات مرسل الإعلانات مثل نقطة وصول الشبكة والاسم والعنوان ورقم الهاتف على الإنترنت.يتم اتباع هذه الممارسة في قطاعات أخرى مثل الاستبدال الآلي للزجاج أو التسقيف أو النجارة. وهناك ممارسات مماثلة تستخدم أيضًا في إعلانات الصفحات الصفراء.

## مؤسسات جذب العملاء
- باير زون
- إلوكوا
- هاب سبوت
- باردوت
- بوينت كلير
- كوين ستريت
- رابدباير
- شركة راديوس|راديوس

## كتابات أخرى
- The B2B Refinery by J. David Green & Michael C. Saylor (ISBN 0-9768647-0-3)
- Lead Generation for the Complex Sale by Brian J. Carroll (ISBN 0-07-145897-2)
- Marketing Management by Philip Kotler (ISBN 0-13-033629-7)
- Marketing for Dummies (ISBPN 5-7645-562-0)